# Kabardino-Balkaria
Kabardino-Balkaria sau Republica Kabardino-Balkară este o republică autonomă din componența Federației Ruse, situată în Caucazul de Nord. Orașul Nalcik este capitala Republicii Kabardino-Balkaria. 

## Geografie
Republica Kabardino-Balkaria are o suprafață este de 12500 km pătrați. Se învecinează la Sud și Sud-Vest cu Georgia, la Sud și Sud-Est cu Osetia de Nord, la Nord și Nord-Est cu regiunea Stavropol, la Vest și Nord-Vest cu Karaciai-Cerkessia.
Teritoriul este muntos, cel mai înalt munte fiind Elbrus, de 5642 m. În Nord este și o zonă de cîmpie.

### Râuri
- Terek (623 km)
- Malka (216 km)
- Tscherek (131 km)
- Ceghem (102 km)
- Argudan
- Baksan
- Kurkușin
- Lesken
- Uruh

## Demografie
Conform recensămîntului rusesc din 2002, populația a fost de 901494 locuitori, din care 498702 cabardini (55,2%), 226620 ruși (25,1%), 104951 balcari (11,6%), 9845 osetini (1,1%), 8770 turci (1,0%) ș.a. 422720 locuitori erau bărbați (46,9%) și 478774 femei (53,1%).
| populație          | anul 1926       | anul 1939       | anul 1959       | anul 1970       | anul 1979       | anul 1989       | anul 2002       |
| ------------------ | --------------- | --------------- | --------------- | --------------- | --------------- | --------------- | --------------- |
| Kabardini          | 122,402 (60.0%) | 152,237 (42.4%) | 190,284 (45.3%) | 264,675 (45.0%) | 303,604 (45.5%) | 364,494 (48.2%) | 498,702 (55.3%) |
| Balkari            | 33,197 (16.3%)  | 40,747 (11.3%)  | 34,088 (8.1%)   | 51,356 (8.7%)   | 59,710 (9.0%)   | 70,793 (9.4%)   | 104,951 (11.6%) |
| Ruși               | 15,344 (7.5%)   | 129,067 (35.9%) | 162,586 (38.7%) | 218,595 (37.2%) | 234,137 (35.1%) | 240,750 (31.9%) | 226,620 (25.1%) |
| Alte naționalități | 33,063 (16.2%)  | 37,078 (10.3%)  | 33,157 (7.9%)   | 53,577 (9.1%)   | 69,095 (10.4%)  | 78,494 (10.4%)  | 71,221 (7.9%)   |

## Politică
Președinte Arsen Kanokov,  a fost ales  în septembrie 2005. În 2018, Kazbek Kokov a fost confirmat președintele Republicii.